# Garrison Petawawa
Garrison Petawawa, till 2013 Canadian Forces Base Petawawa, är en militärbas i Kanada.   Den ligger i provinsen Ontario, i den sydöstra delen av landet, 140 km väster om huvudstaden Ottawa. Garrison Petawawa ligger 155 meter över havet.